# Alloclubionoides paikwunensis
Alloclubionoides paikwunensis là một loài nhện trong họ Amaurobiidae.
Loài này thuộc chi Alloclubionoides. Alloclubionoides paikwunensis được miêu tả năm 1993 bởi Joo-Pil Kim & Jung.